# Davor Rogić
Davor Rogić (27 juli 1971) is een Kroatisch schaker met een FIDE-rating van 2494 in 2006. Hij is een grootmeester. Vroeger speelde hij voor Joegoslavië.
- Van 7 t/m 17 november 2005 speelde hij mee in het toernooi om het kampioenschap van Kroatië dat door Krunoslav Hulak met 7½ punt uit 11 ronden gewonnen werd. Rogić eindigde met 7 punten op de derde plaats.